# دگتیارسک
شهر دگتیارسک (به روسی: Дегтярск) در کشور روسیه و در استان سوردلوفسک واقع شده‌است.
این شهر در دوره جنگ سرد در دومورد مورد توجه قرار گرفت. بازدید غیر رسمی مشاور رئیس جمهور آمریکا در تابستان سال ۱۹۵۶ و گفتگوی وی با معدنچیان معدن مس این شهر در عمق ۲۵۰ متر زیر زمین  .

در نخستین روز ماه می ۱۹۶۰ نیروی ضد هوایی اتحاد جماهیر شوروی با پرتاب ۱۴ موشک زمین به هوای  اس-۷۵ دوینا (به انگلیسی: S-75 Dvina) موفق به شکار یک هواپیمای جاسوسی یو-۲ ایالات متحده آمریکا شدند که توسط فرانسیس گری پاورز خلبانی میشد. در این میان یکی از هواپیماهای میگ-۱۹ میکویان گورویچ (به انگلیسی: Mikoyan-Gourevitch MiG-19) واحد رهگیر نیروی هوایی روسیه نیز مورد اصابت موشک های شلیک شده به یو-۲ قرار گرفت و با وجود اینکه خلبان میگ  سرگئی سافرونوف (به انگلیسی: Sergueï Safronov) موفق به پرتاب اضطراری شد اما جان سالم بدر نبرد. مجسمه ای برای یادبود این خلبان در سال ۲۰۰۰ در این منطقه نصب شد. این حادثه تا مدت ها مخفی مانده بود .

## پانوبی
1. ↑  (انگلیسی) Harrison E. Salisbury, الگو:Guil, The New York Times, 31 juillet 1959.
2. ↑  (انگلیسی) Nikita Khrushchev,  سرگئی خروشچف, « The day we shot the U-2 » در روزی که ما یو-۲ شکار کردیم
AmericanHeritage بایگانی‌شده  در ۲۰ آوریل ۲۰۰۸ توسط Wayback Machine بازبینی در  ۲۳ مارس ۲۰۰۸.